# Спорт у Косові
Спорт у Косові має давні традиції і відіграє помітну роль у суспільстві. Популярні види спорту в Косові — футбол, баскетбол, волейбол, гандбол, боротьба. Індивідуальні види спорту включають: дзюдо, плавання, бокс, карате та гірські лижі.
Відомі спортсмени, які принесли успіх республіці на міжнародній арені — боксери Азіз Салігу, Мехмет Боґуєвчі, Самі Базоллі і Мажлінда Келменді, вони вибороли для Косова медалі чемпіонатів світу і чемпіонатів Європи. У період між 1989 і 1999 спортсмени були змушені відмовитися від участі у деяких змаганнях. Тим не менш після війни вони стали повертатися на футбольні поля і боксерські ринги, почалося формування більшості з нині існуючих спортивних федерацій. Деякі з них в нащ час входять до міжнародних федерацій. Це зокрема: Федерація таеквондо, Федерація боксу, Федерація гандболу, Федерація дзюдо і Федерація лижного спорту. Тим не менш деякі спортсмени обирають проєвропейський шлях. Таким спортсменом є Луан Краснічі, який народився і зростав на території Косова, однак це не завадило йому з'явитися під німецьким прапором.

## Футбол
Футбол у Косові — дуже важливий спорт. На сезон 2016/2017 у чемпіонаті грає 12 команд. Через те, що на початок сезону 2015/2016 Косово не було членом УЄФА (стало ним після конгресу УЄФА 3 травня 2016 року) виходу в єврокубки команди не отримали, через невідповідність стадіонів та заборону грати в інших країнах. Останні дві команди вилітають до Liga e Parë, а 9 та 10 потрапляють до стикових матчів.
В 2016 році Косово стало членом ФІФА та потрапило до групи I кваліфікації на чемпіонат світу 2018, що має пройти в Росії, де зіграє з Хорватією, Фінляндією, Ісландією, Туреччиною та Україною.